# Zastav a nepřežiješ
Zastav a nepřežiješ (v anglickém originále Crank) je americký akční film z roku 2006. Režisérem filmu je duo Mark Neveldine a Brian Taylor. Hlavní role ve filmu ztvárnili Jason Statham, Amy Smart, Jose Pablo Cantillo, Carlos Sanz a Dwight Yoakam.

## Obsazení
| Jason Statham       | Chev Chelios     |
| Amy Smart           | Eve Lydon        |
| Jose Pablo Cantillo | Ricky Verona     |
| Carlos Sanz         | Carlito          |
| Dwight Yoakam       | doktor Miles     |
| Efren Ramirez       | Kaylo            |
| Keone Young         | Don Kim          |
| Reno Wilson         | Orlando          |
| Chester Bennington  | zákazník lékárny |